# Leibniz-Institut für Ost- und Südosteuropaforschung
Koordinaten: 49° 0′ 53,9″ N, 12° 6′ 10,7″ O
Das Leibniz-Institut für Ost- und Südosteuropaforschung (IOS) ist ein Forschungsinstitut, das sich der historischen und ökonomischen sowie politikwissenschaftlichen Erforschung Ost- und Südosteuropas widmet. Im Wissenschaftszentrum Ost- und Südosteuropa Regensburg kooperiert es mit dem Institut für Ostrecht und dem Hungaricum – Ungarischen Institut (HUI) sowie dem Forschungszentrum Deutsch in Mittel-, Ost- und Südosteuropa (Fz DiMOS). Das IOS ist Mitglied der Leibniz-Gemeinschaft.

## Aufgaben
Das Leibniz-Institut für Ost- und Südosteuropaforschung erforscht und informiert über die Entwicklungen der Staaten der ehemaligen Sowjetunion und Südosteuropas. Es wird von der Stiftung zur Erforschung von Ost- und Südosteuropa betrieben. Über seine wissenschaftlichen Leiter kooperiert es eng mit der Universität Regensburg. In Erfüllung des Stiftungszwecks werden wissenschaftliche Arbeiten gefördert und veröffentlicht, wissenschaftliche Tagungen abgehalten und eine wissenschaftliche Bibliothek betrieben. Eine weitere Aufgabe besteht in der Pflege der Beziehungen zu anderen, ähnliche Zwecke verfolgenden Institutionen und Organisationen und in deren Unterstützung bei der gemeinsamen Durchführung von Forschungsarbeiten auszubauen. Zur Kernkompetenz zählte die länderübergreifende Grundlagenforschung und Herausgabe von Nachschlagewerken, Handbüchern und Quelleneditionen sowie Fachmonografien.

## Geschichte
Das Leibniz-Institut für Ost- und Südosteuropaforschung nahm am 1. Januar 2012 als Nachfolgeinstitution von Osteuropa-Institut und Südost-Institut als Institut für Ost- und Südosteuropaforschung IOS seine Arbeit auf. Zum 1. Januar 2017 wurde das IOS in die Leibniz-Gemeinschaft und somit in die gemeinsame Förderung von Bund und Ländern aufgenommen.

## Arbeitsbereiche
Der Arbeitsbereich Bibliothek und elektronische Forschungsinfrastruktur betreibt eine 340.000 Medieneinheiten zählende Spezialbibliothek. Durch Digitalisierungsprojekte trägt er zur Forschungsunterstützung der Mitarbeiter des Instituts und der Wissenschaftsgemeinde bei. Im Rahmen von osmikon beteiligt sich die Bibliothek an der Aufsatzdatenbank ARTOS; für das Fachportal IREON wertete sie die Literatur Südosteuropas aus.
Im Arbeitsbereich Geschichte werden historische Fragestellungen zu Verflechtungen in Ost- und Südosteuropa untersucht. Mit komparativen Ansätzen werden dabei historische Prozesse staatlichen und gesellschaftlichen Wandels erforscht. Zudem werden neben einer Buchreihe und Grundlagenwerken mit Comparative Southeast European Studies, den Jahrbüchern für Geschichte Osteuropas und den Südost-Forschungen für die Ost- und Südosteuropaforschung zentrale Zeitschriften herausgegeben.
Der Arbeitsbereich Ökonomie hat seinen Schwerpunkt auf der Erforschung von Ursachen und Konsequenzen institutionellen Wandels in Ost- und Südosteuropa. Dabei liegt der Schwerpunkt auf der Erforschung von Zusammenhängen zwischen Arbeitsmarkt und Migration sowie von Verflechtungen zwischen technischem Fortschritt und wirtschaftlicher Entwicklung. Mit der Herausgabe der Zeitschrift Economic Systems und weiteren Informationsangeboten werden zudem wissenschaftsbasierte Serviceleistungen erbracht.
Die Politikwissenschaftliche Forschungsgruppe untersucht die Dynamiken von Konflikten und Kooperationen auf den Gebieten der ehemaligen Sowjetunion und des ehemaligen Jugoslawien. Zudem beteiligt sie sich an der Redaktion der Länder-Analysen.

## Publikationen
Zur umfangreichen Publikationstätigkeit des Instituts zählen:

### Zeitschriften
- Economic Systems
- Comparative Southeast European Studies
- Jahrbücher für Geschichte Osteuropas
- Länder-Analysen (zusammen mit der Deutschen Gesellschaft für Osteuropakunde, dem Deutschen Polen-Institut, der Forschungsstelle Osteuropa, dem Leibniz-Institut für Agrarentwicklung in Transformationsökonomien und dem Zentrum für Osteuropa- und internationale Studien)
- Südost-Forschungen. Internationale Zeitschrift für Geschichte und Kultur Südosteuropas

### Reihen
- Südosteuropäische Arbeiten
- DigiOst
- Working Papers
- Mitteilungen
- Policy Issues

### Grundlagenwerk
- Handbuch zur Geschichte Südosteuropas